# Châtillon-sous-les-Côtes
Châtillon-sous-les-Côtes ist eine französische Gemeinde mit 174 Einwohnern (Stand: 1. Januar 2022) im Département Meuse in der Region Grand Est (vor 2016: Lothringen). Die Gemeinde gehört zum Arrondissement Verdun und zum Kanton Belleville-sur-Meuse. 

## Geographie
Châtillon-sous-les-Côtes liegt etwa neun Kilometer ostsüdöstlich von Verdun. Umgeben wird Châtillon-sous-les-Côtes mit den Nachbargemeinden Moulainville im Nordwesten und Norden, Blanzée im Norden und Nordosten, Grimaucourt-en-Woëvre im Nordosten, Watronville im Osten und Süden, Haudiomont im Südosten und Süden, Sommedieue im Westen und Südwesten sowie Belrupt-en-Verdunois im Westen.

## Bevölkerungsentwicklung
| Jahr                       | 1962 | 1968 | 1975 | 1982 | 1990 | 1999 | 2006 | 2019 |
| Einwohner                  | 141  | 128  | 121  | 114  | 124  | 117  | 150  | 178  |
| Quellen: Cassini und INSEE |      |      |      |      |      |      |      |      |

## Sehenswürdigkeiten
- Kirche Saint-Martin aus dem 14. Jahrhundert, 1929 wiedererrichtet

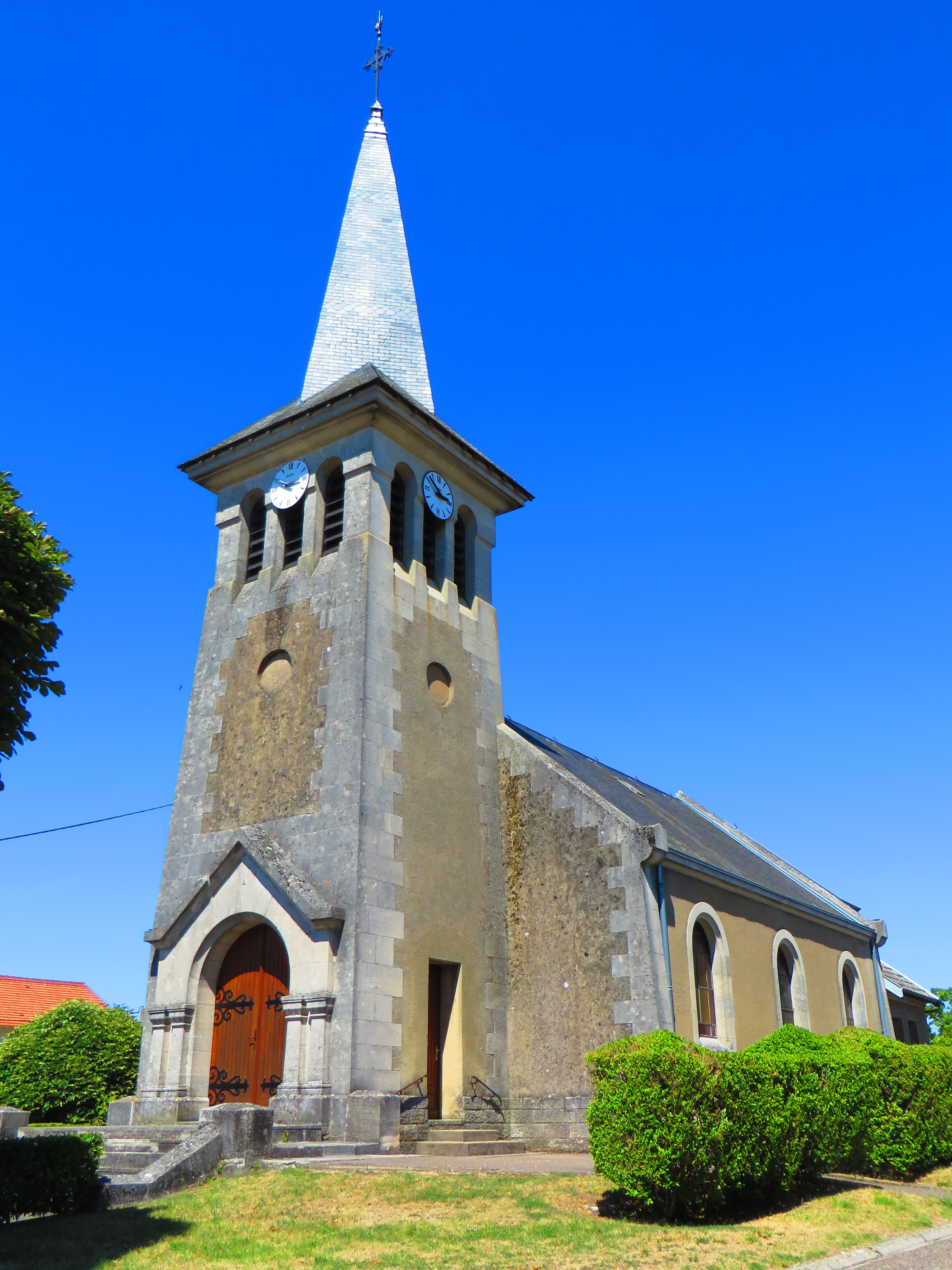
Kirche Saint-Martin

- Waschhaus, erbaut 1830